# Eleições parlamentares europeias de 1984 (Grécia)
As eleições parlamentares europeias de 1984 na Grécia foram realizadas a 17 de junho para eleger os 24 assentos do país para o Parlamento Europeu.

## Resultados Nacionais
| Partido                 | Partido                                | Votos     | %               | +/-   | Deputados | +/-     |
| ----------------------- | -------------------------------------- | --------- | --------------- | ----- | --------- | ------- |
|                         | Movimento Socialista Pan-helénico      | 2 476 491 | 41,58 / 100,00  | 1,46  | 10 / 24   | Estável |
|                         | Nova Democracia                        | 2 266 568 | 38,05 / 100,00  | 6,71  | 9 / 24    | 1       |
|                         | Partido Comunista da Grécia            | 693 304   | 11,64 / 100,00  | 1,20  | 3 / 24    | Estável |
|                         | Partido Comunista da Grécia (Interior) | 203 813   | 3,42 / 100,00   | 1,88  | 1 / 24    | Estável |
|                         | União Política Nacional                | 136 642   | 2,29 / 100,00   | Novo  | 1 / 24    | Novo    |
|                         | Outros                                 | 140 058   | 2,36 / 100,00   |       | 0 / 24    |         |
| Votos Inválidos         | Votos Inválidos                        | 55 756    | 0,93 / 100,00   | 0,37  |           |         |
| Total                   | Total                                  | 6 011 816 | 100,00 / 100,00 |       | 24 / 24   |         |
| Eleitorado/Participação | Eleitorado/Participação                | 7 790 309 | 77,17 / 100,00  | 4,31  |           |         |
| Fonte                   | Fonte                                  | [ 1 ]     | [ 1 ]           | [ 1 ] | [ 1 ]     | [ 1 ]   |